# 쩌우징위안
쩌우징위안(중국어 간체자: 邹敬园, 정체자: 鄒敬園, 병음: Zōu Jìngyuán, 한자음: 추경원, 1998년 1월 3일~)은 중화인민공화국의 체조 선수로 주 종목은 평행봉이다. 2020년과 2024년 하계 올림픽 남자 평행봉 부문에서 금메달을 획득했다.